# Danza medieval

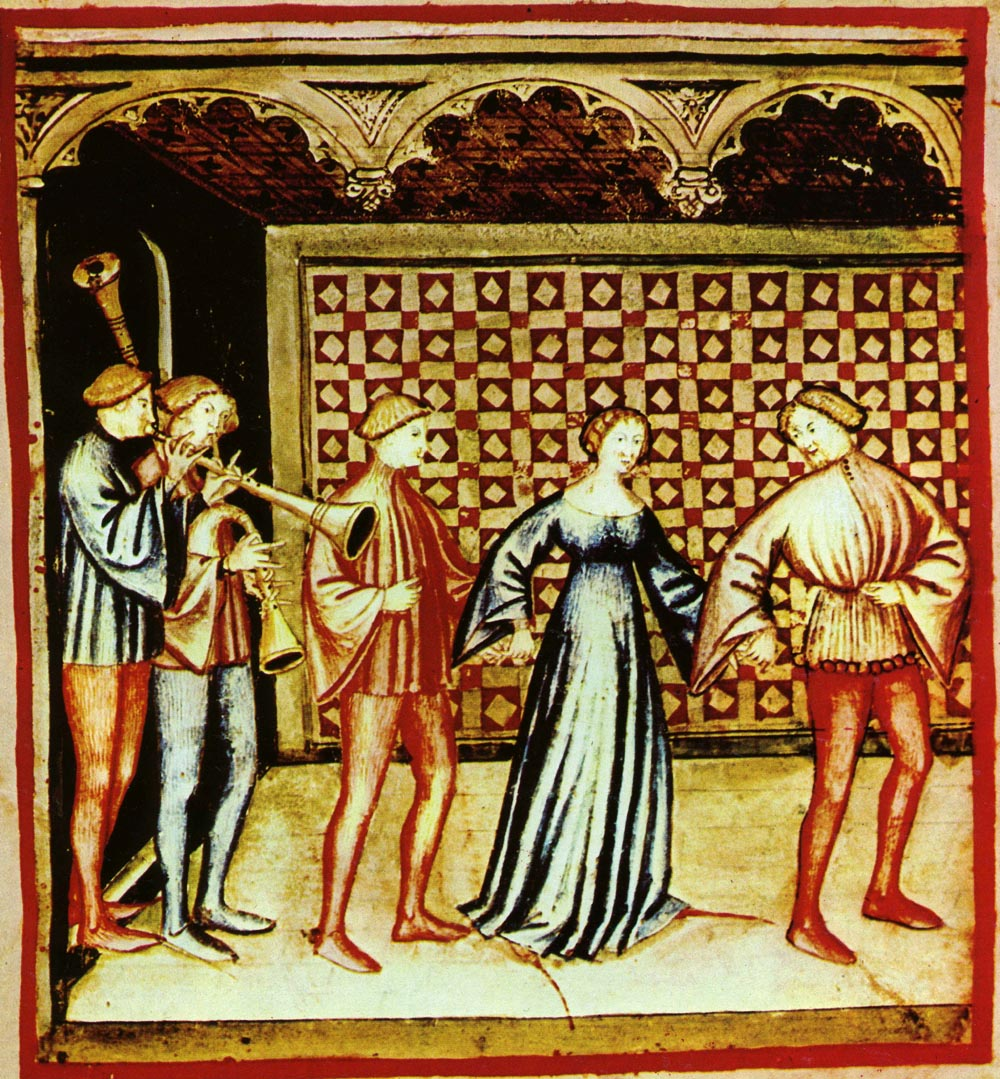
Danza con músicos, Tacuinum sanitatis casanatense (Lombardy, Italia, finales del)

Las fuentes para comprender la danza o baile en Europa durante la Edad Media son limitadas y fragmentadas, compuestas por algunas representaciones interesantes en la pintura y en manuscritos ilustrados, los cuales muestran algunos ejemplos musicales de lo que pueden ser danzas y alusiones dispersas en textos literarios. Las primeras descripciones detalladas de la danza datan de 1451 en Italia, posteriores al inicio del Renacimiento en Europa Occidental.

## Carola
La forma más documentada de danza secular durante la Edad Media es el villancico, también llamado carole o carola, conocido desde los siglos XII y XIII en Europa Occidental en entornos rurales y cortesanos. Consistía en un grupo de bailarines tomados de la mano generalmente en círculo, con los bailarines cantando en un estilo coro-solista al bailar. No se han identificado letras o música para el villancico que hayan sobrevivido. En el norte de Francia, otros términos para este tipo de danza incluían ronde y sus diminutivos rondet, rondel y rondelet, de los cuales deriva el término musical más moderno rondeau. En las zonas de habla alemana, este mismo tipo de danza coral se conocía como reigen.
Robert Mullally en su libro The Carole: A Study of a Medieval Dance señala que la danza, por lo menos en Francia, se hacía en círculo cerrado con los bailarines, generalmente hombres y mujeres entremezclados, tomados de las manos. Él añade evidencia que la dirección más frecuente de la danza era hacia la izquierda (sentido de las manecillas del reloj) y que los pasos eran probablemente muy simples. Estos consistían en un paso hacia la izquierda con el pie izquierdo seguido por un paso con el pie derecho para juntarlo con el otro.

### Francia
Chrétien de Troyes

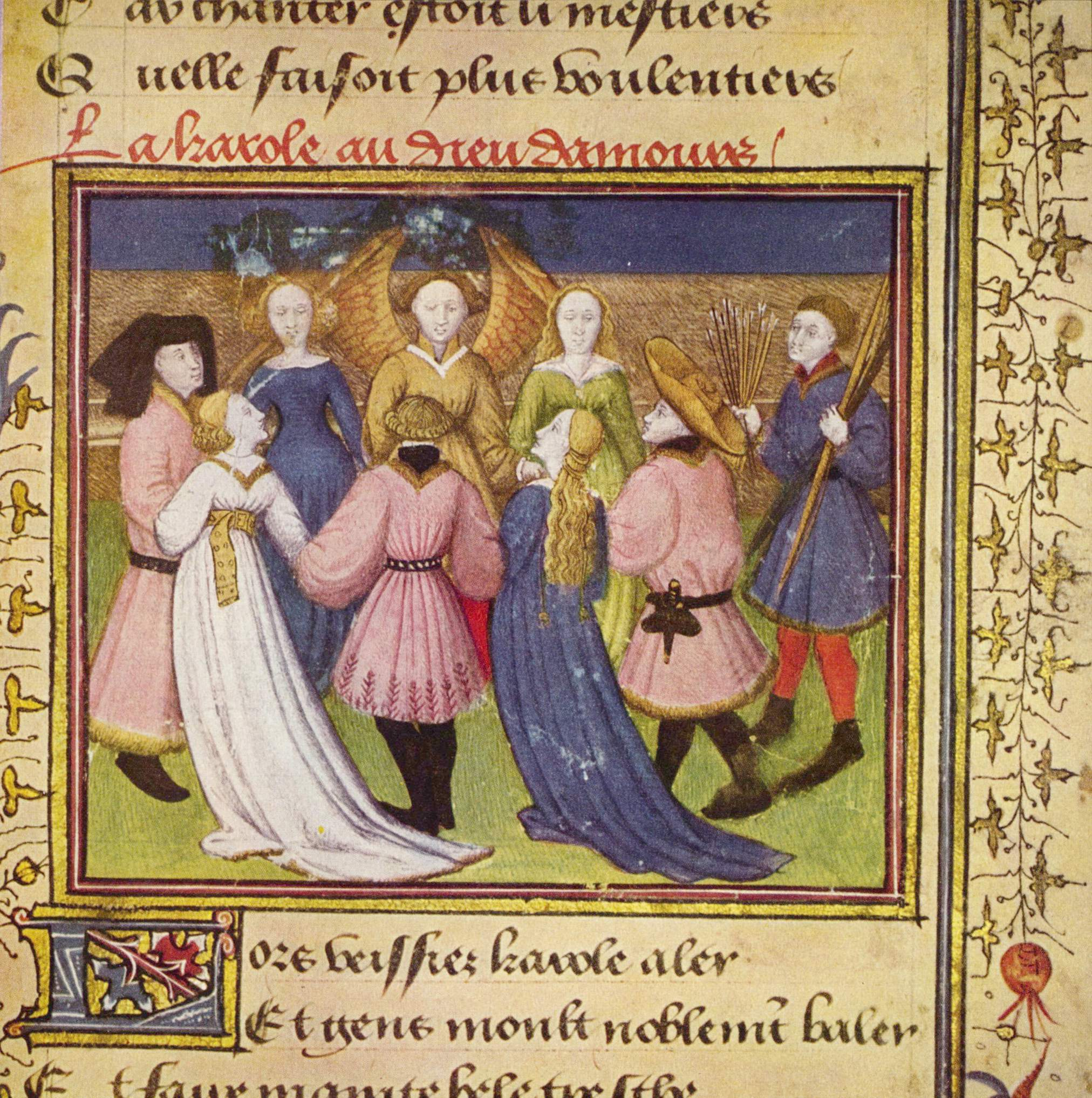
De un manuscrito del poema Roman de la rose, a. C. 1430.

Algunas de las menciones más tempranas del carole se presentan en los trabajos del poeta francés Chrétien de Troyes en sus series de romances artúricos. En la escena de la boda en Erec et Enide (alrededor de 1170).
Puceles carolent et dancent,
Trestuit de joie feire tancent
(líneas 2047–2048)
"Doncellas realizaron rondas y otros bailes,
cada uno tratando de superar al otro en mostrar su alegría".
En Lancelot, El Caballero de la Carreta (probablemente a finales de la década de 1170), varios juegos se llevan a cabo en un prado repleto de caballeros y damas mientras:
Li autre, qui iluec estoient,
Redemenoient lor anfances,
Baules et queroles et dance;
Et chantent et tunbent et saillent
(líneas 1656–1659)
“Algunos otros jugaban a juegos de niños - rondas, bailes y carretes, cantando, cayendo, y saltando”.

En lo que probablemente fuera la última obra de Chretien, Pervecal o el cuento del Grial (probablemente escrita entre 1181 y 1191), encontramos:
"Hombres y mujeres bailaban rondas por cada calle y plaza"
y más tarde en una corte:
"La reina… hizo que todas sus doncellas se unieran para bailar y comenzar el jolgorio. En su honor, comenzaron los cantos, bailes y rondas"

### Italia

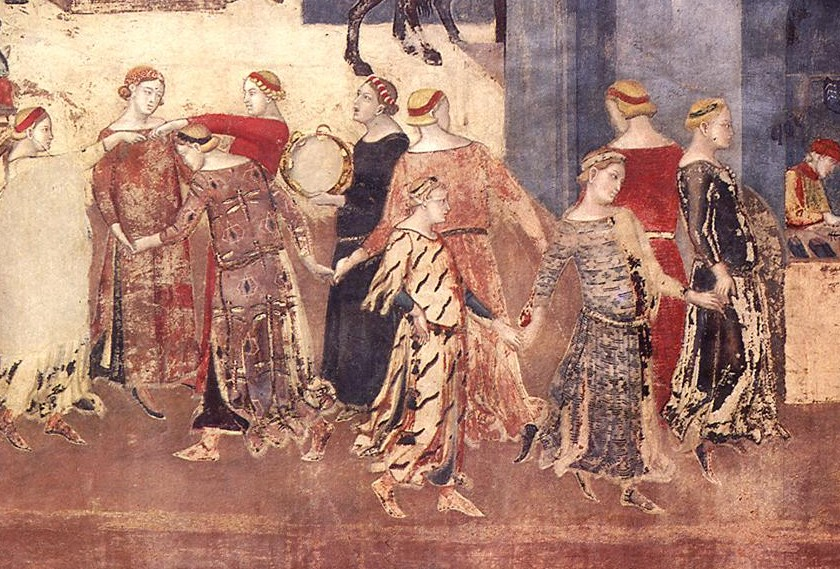
Lorenzetti 1338-40

Dante (1265-1321) tiene algunas referencias menores a la danza en sus obras, pero una descripción más sustantiva de la danza redonda con canción de Bolonia proviene de Giovanni del Virgilio (floruit 1319-1327).
Más tarde en el siglo XIV Giovanni Boccaccio (1313-1375) nos muestra la carola en Florencia en el Decamerón (alrededor de 1350-1353) que tiene varios pasajes que describen a hombres y mujeres bailando al son de su propio canto o acompañados por músicos. Boccaccio también usa otros dos términos para las danzas contemporáneas: ridda y ballonchio, los cuales hacen referencia a las danzas en círculo con canto.
Aproximadamente de una época contemporánea con el Decamerón, existe una serie de frescos en Siena por Ambrogio Lorenzetti pintados alrededor de 1338 y 1340. Uno de ellos muestra a un grupo de mujeres haciendo una forma de un "puente" mientras están acompañadas por otra mujer tocando la pandereta.

### Inglaterra
En una Vida de San Dustán compuesta alrededor del año 1000, el autor cuenta cómo Dunstán, al entrar a una iglesia, encontró doncellas bailando en forma de anillo y cantando un himno. Según el Oxford English Dictionary (1933) el término carol (villancico) para este tipo de danza redonda acompañada de canto se usó por primera vez en Inglaterra en manuscritos que datan del año 1300. El término se usó como sustantivo y verbo y su uso para denominar a una forma de danza persistió hasta bien entrado el siglo XVI. Una de las primeras referencias se encuentra en el Handlyng Synne (Handling Sin) de Robert de Brunne de principios del siglo XIV, donde se presenta como un verbo.

## Otros bailes en cadena
Las danzas en círculo o en línea también existieron en otras partes de Europa fuera de Inglaterra, Francia e Italia donde el término villancico era más conocido. Estos bailes eran del mismo estilo: con bailarines tomados de la mano y un líder que cantaba la balada.

### Escandinavia

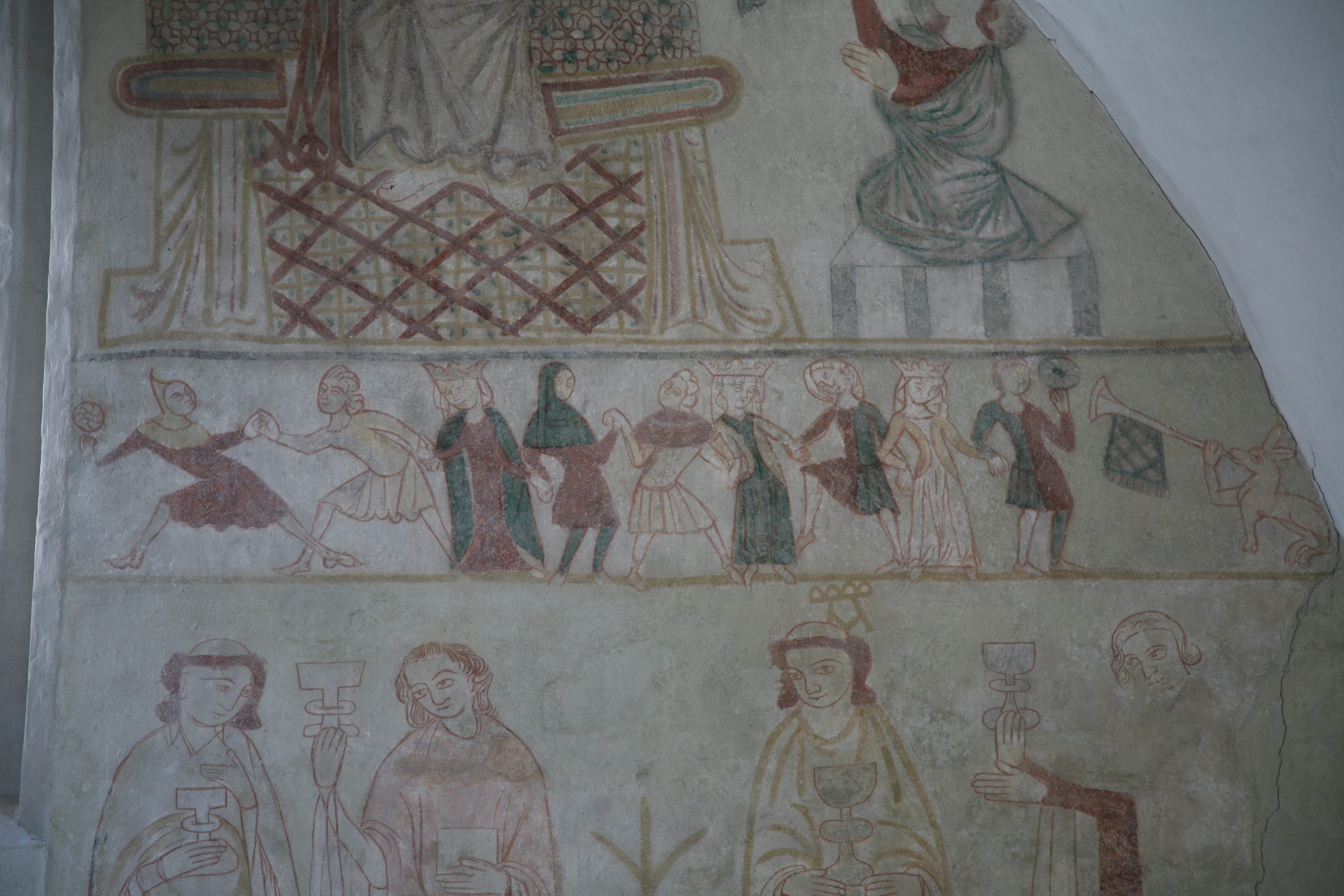
Fresco en la iglesia de Ørslev, Dinamarca.

En Dinamarca, las baladas antiguas mencionan un baile en anillo cerrado que puede convertirse en un baile en cadena. Un fresco en la iglesia de Ørslev, en Selandia, del año 1400 aproximadamente, muestra a nueve personas, hombres y mujeres bailando en línea. El líder y algunos otros en la cadena llevan ramos de flores. Las danzas podían ser para hombres y mujeres o solo para hombres o solo para mujeres. Sin embargo, en el caso de las danzas de mujeres es posible que fuera un hombre el que asumiera el papel de líder. Dos danzas nombradas específicamente en las baladas danesas que parecen ser danzas de línea de este tipo son The Beggar Dance y The Lucky Dance, la cual puede que haya sido una danza para mujeres. Una versión moderna de estas cadenas medievales se ve en la danza en cadena de las Islas Feroe, cuyo relato más antiguo se remonta específicamente al siglo XVII.
En Suecia, las canciones medievales a menudo también mencionaban el baile. Se formaba                                                                                                                                                                                                                                                                                                                                                                                                                                                                                                                                                                                                                                                                                                                                                                                                                                                                                                                                                                                                                                                                                                                                                                                                                                                                                                                                                                                                                                                                                                                                                                                                                                                                                                                                                                                                                                                                                                                                                                                                                                                                                                                                                                                                                                                                                                                                                                                                                                                                                                                                                                                                                                                                                                                                                                                      una larga cadena con el líder cantando los versos y estableciendo el tiempo mientras los otros bailarines se unían en el coro. Estas "Danzas Largas" han durado hasta los tiempos modernos en este país. De igual manera, un tipo similar de baile en canción pudo haber existido en Noruega en la Edad Media, pero no se han encontrado registros históricos.

### Europa Central
En Alemania, la misma danza se llamaba Reigen y se pudo haber originado a partir de danzas devocionales en los primeros festivales cristianos. Las autoridades de la iglesia con frecuencia denunciaban los bailes alrededor de la iglesia o alguna fogata, lo que solo evidencia lo populares que eran. En varias ciudades alemanas hay registros de funcionarios eclesiásticos y públicos que prohibían bailar y cantar desde los siglos VIII al X. Nuevamente, en las procesiones con cantos, el líder daba el verso y los otros bailarines proveían el coro. El Minnesänger Neidhart von Reuental, que vivió en la primera mitad del siglo XIII, escribió varias canciones para baile, algunas de las cuales usan el término reigen.

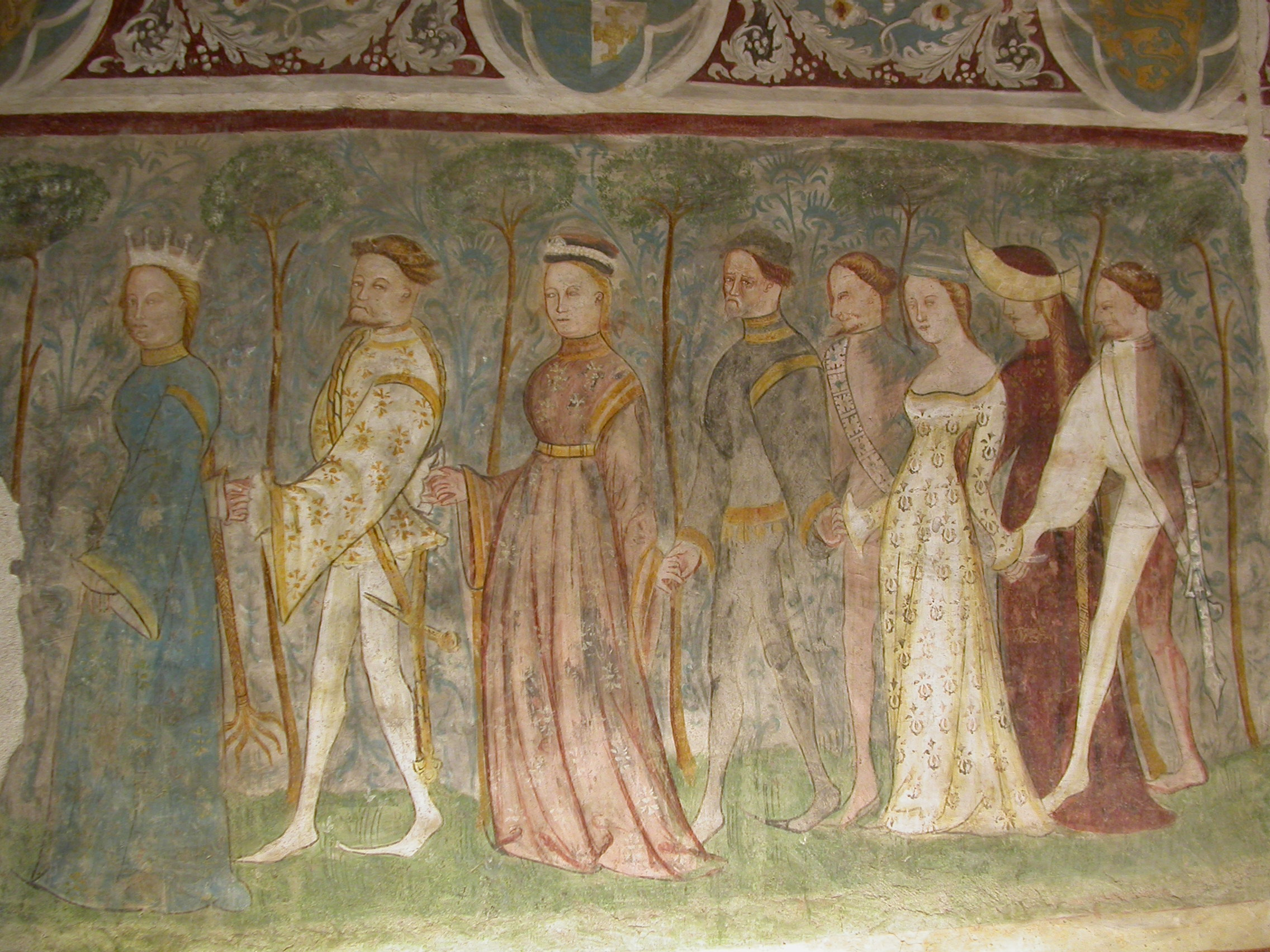
Fresco en el castillo de Runkelstein, Bolzano, Italia

En los últimos años del siglo XIV, se realizaron una serie de frescos en el Castillo de Runkelstein, al sur del Tirol. Uno de los frescos representa a Isabel Piast, Reina de Hungría, dirigiendo un baile en cadena.
También se encontraron danzas en círculo en la zona que hoy conocemos como la República Checa. Las descripciones e ilustraciones de la danza se pueden encontrar en registros de la iglesia, en crónicas y en los escritos del siglo XV de Bohuslav Hasištejnský z Lobkovic. La danza se llevaba a cabo principalmente alrededor de los árboles en la zona verde del pueblo, pero desde el siglo XIV empiezan a aparecer casas específicas para esta actividad. En Polonia, las primeras danzas del pueblo también eran en círculo o línea y eran acompañadas por el canto o las palmas de los participantes.

### Los Balcanes
Las danzas folclóricas actuales en los Balcanes consisten en bailarines enlazados unos con otros de la mano u hombro, ya sea en un círculo abierto o cerrado o en una línea. La danza en círculo básica tiene muchos nombres en los diversos países de la región: choros, kolo, oro, horo u hora. La danza moderna de pareja, muy común en el oeste y el norte de Europa, solo ha hecho algunas incursiones en el repertorio de danza de los Balcanes.

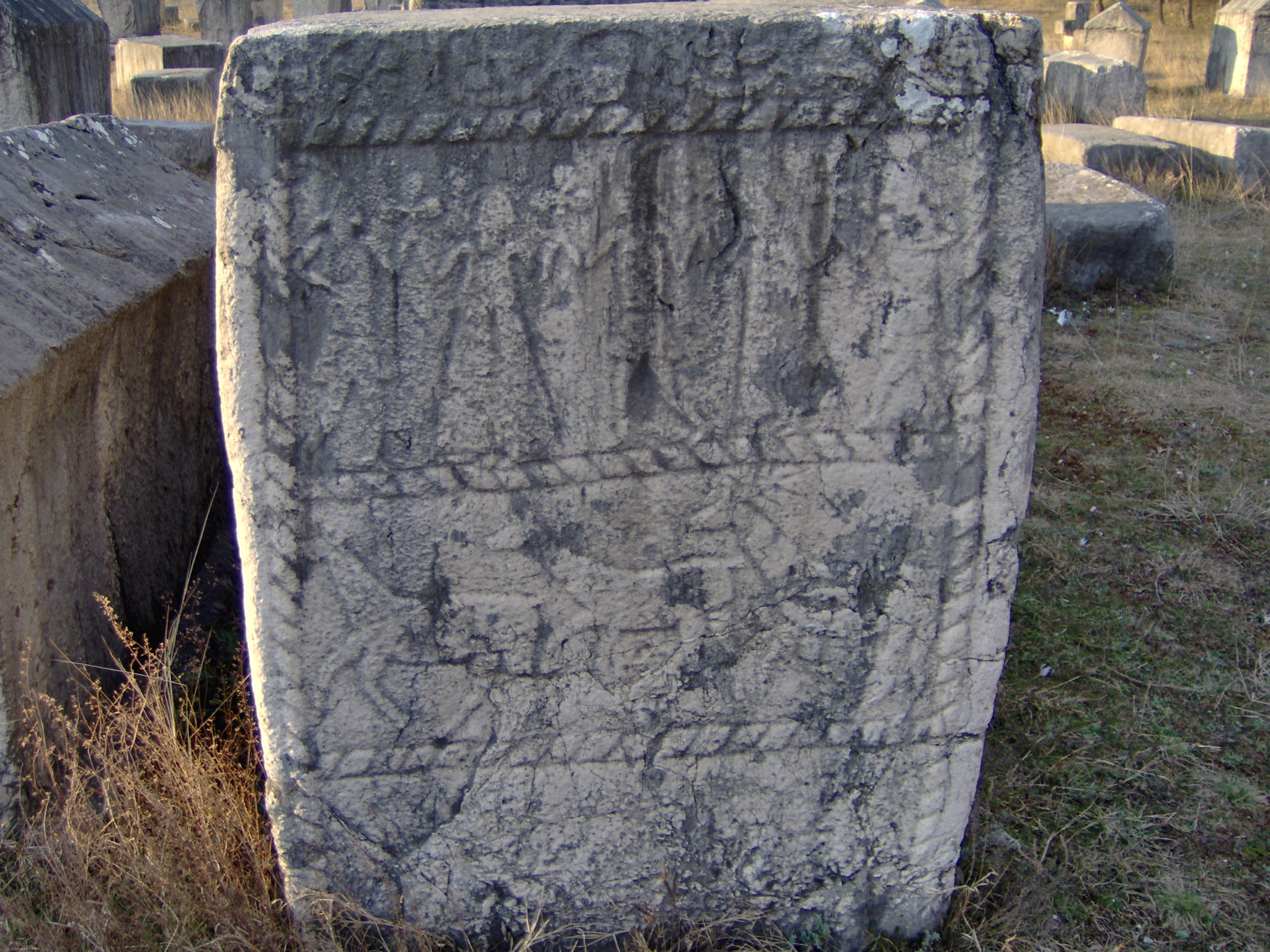
Stećak de Radimlja, Herzegovina muestra figuras entrelazadas.

En los Balcanes medievales, se han documentado danzas en cadena similares a estas formas de danza moderna. Decenas de miles de lápidas medievales llamadas Stećci se encuentran en Bosnia y Herzegovina, así como en áreas vecinas, por ejemplo, Montenegro, Serbia y Croacia. Estas datan de finales del siglo XII al siglo XVI. Muchas de las piedras llevan inscripciones y figuras, varias de las cuales han sido interpretadas como bailarines alineados en forma de anillo o de línea. En su mayoría, las lápidas datan de los siglos XIV y XV. Por lo general, hombres y mujeres son retratados bailando juntos tomados de las manos a nivel del hombro, pero solo ocasionalmente los grupos consisten de la participación de un solo sexo.
Más al sur de Macedonia cerca de la ciudad de Zletovo, el Monasterio de Lesnovo, originalmente construido en el siglo XI, fue renovado a mediados del siglo XIV y se pintaron en él una serie de murales. Uno de estos muestra a un grupo de jóvenes en una danza en círculo con los brazos entrelazados. Están acompañados por dos músicos, uno tocando el qanun mientras que el otro golpea un tambor alargado.
También hay algunas pruebas documentales de la zona costera dálmata de lo que ahora es Croacia. Una crónica anónima del año 1344 exhorta a la gente de la ciudad de Zadar a cantar y bailar danzas en círculo para un festival; mientras que, en los siglos XIV y XV, las autoridades en Dubrovnik prohíben las danzas en círculo y las canciones seculares en los terrenos de la catedral. Otra referencia temprana proviene de la zona que ahora es Bulgaria dentro de un manuscrito de un sermón del siglo XIV que llama a las danzas en cadena "diabólicas y malditas".
En un período posterior se presentan relatos de dos viajeros de Europa occidental en Constantinopla, la capital del Imperio otomano. Salomon Schweigger (1551–1622) fue un predicador alemán que viajó en el séquito de Jochim von Sinzendorf, embajador en Constantinopla por Rodolfo II en el año 1577. Él describe los acontecimientos de una boda griega:
da schrencken sie die Arm uebereinander / machen ein Ring / gehen also im Ring herumb / mit dem Fuessen hart tredent und stampffend / 
einer singt vor / welchem die andern alle nachfolgen.
"luego unieron los brazos uno sobre el otro, hicieron un círculo, avanzaron alrededor del círculo, con sus pies pisaban fuerte y estampaban; 
uno cantó primero, y los demás le siguieron".
Otro viajero, el farmacéutico alemán Reinhold Lubenau, estuvo en Constantinopla en noviembre de 1588 y habla sobre una boda griega con estas palabras:
eine Companei, oft von zehen oder mehr Perschonen, Grichen herfuhr auf den Platz, fasten einander bei den Henden, machten einen
runden Kreis und traten balde hinder sich, balde fur sich, balde gingen sie herumb, sungen grichisch drein, balde trampelden sie starck mit
den Fussen auf die Erde.
"un grupo de griegos, a menudo de diez o más personas, salían al espacio abierto, se tomaron de la mano, hicieron un círculo, y dieron un paso hacia atrás,
ahora uno hacia adelante, a veces daban vueltas, cantando en griego mientras, a veces, golpeaban fuertemente el suelo con los pies".

## Estampie
Si es cierta la historia que cuenta que el trovador Raimbaut de Vaqueiras (alrededor de 1150-1207) escribió la famosa canción provenzal Kalenda Maya para ajustarse a la melodía de una estampie que escuchó tocar a dos juglares, entonces la historia de la estampie se remonta al siglo XII. Los únicos ejemplos musicales realmente identificados como estampie o istanpita aparecen en dos manuscritos del siglo XIV. Los mismos manuscritos también contienen otras piezas identificadas como danse real u otros nombres del género. Estos son similares en estructura musical a las estampies, pero el consenso está dividido entre sí estos deberían ser considerados iguales o no.
Además de estas composiciones de música instrumental, también hay menciones de la estampie en varias fuentes literarias de los siglos XIII y XIV. Una de estas denominadas stampenie se encuentra en Tristan de Godofredo de Estrasburgo de 1210 en un catálogo de los logros de Tristán:
ouch sang er wol ze prise
schanzune und spaehe wise,
refloit und stampenie
(lines 2293–2295)

"también cantó
de forma excelente aires sutiles,
chansons, refloits y estampies".

Más adelante, en una descripción de Isolda:
Si videlt ir stampenie,
leiche und so vremediu notelin,
diu niemer vremeder kunden sin,
in franzoiser wise
von Sanze und San Dinise.
(lines 8058–8062)

"Tocaba su estampie,
sus lays, y sus extrañas melodías a la francesa,
sobre Sanze y San Dionisio"

Un siglo y medio después, en el poema La Prison Amoreuse (1372–73) del cronista y poeta francés Jean Froissart (c. 1337–1405) encontramos:
''La estoient li menestrel
Qui s'acquittoient bien et bel
A piper et tout de novel
Unes danses teles qu'il sorent,
Et si trestot que cessé orent
Les estampies qu'il batoient,
Cil et celes qui s'esbatoient
Au danser sans gueres atendre
Commencierent leurs mains a tendre
Pour caroler.''

"Aquí están todos los juglares raros
Que ahora se desenvuelven tan justamente tocando en sus pipas lo que sea
Que uno pueda hacer.
Tan pronto como se han deslizado a través de
Las estampies de este tipo
Jóvenes y doncellas que se desagradan
En el baile ahora comienzan
Con una escasa espera para unir las manos y
Danzar".
La opinión está dividida en cuanto a si la estampie era en realidad un baile o simplemente música instrumental antigua. Sachs cree que el ritmo fuerte de la música, la derivación de este nombre da un significado del término “estampar” y la cita previa del poema de Froissart definitivamente hacen que la estampie califique como danza. Sin embargo, otros enfatizan que la compleja música, en algunos ejemplos, es poco característica de las melodías de baile y prefieren interpretar al poema de Froissart como un baile que comienza hasta la carola. También hay discusión sobre la derivación de la palabra estampie. De cualquier manera, no se conoce ninguna descripción de los pasos de danza o participantes de la estampie.

## Bailes en pareja

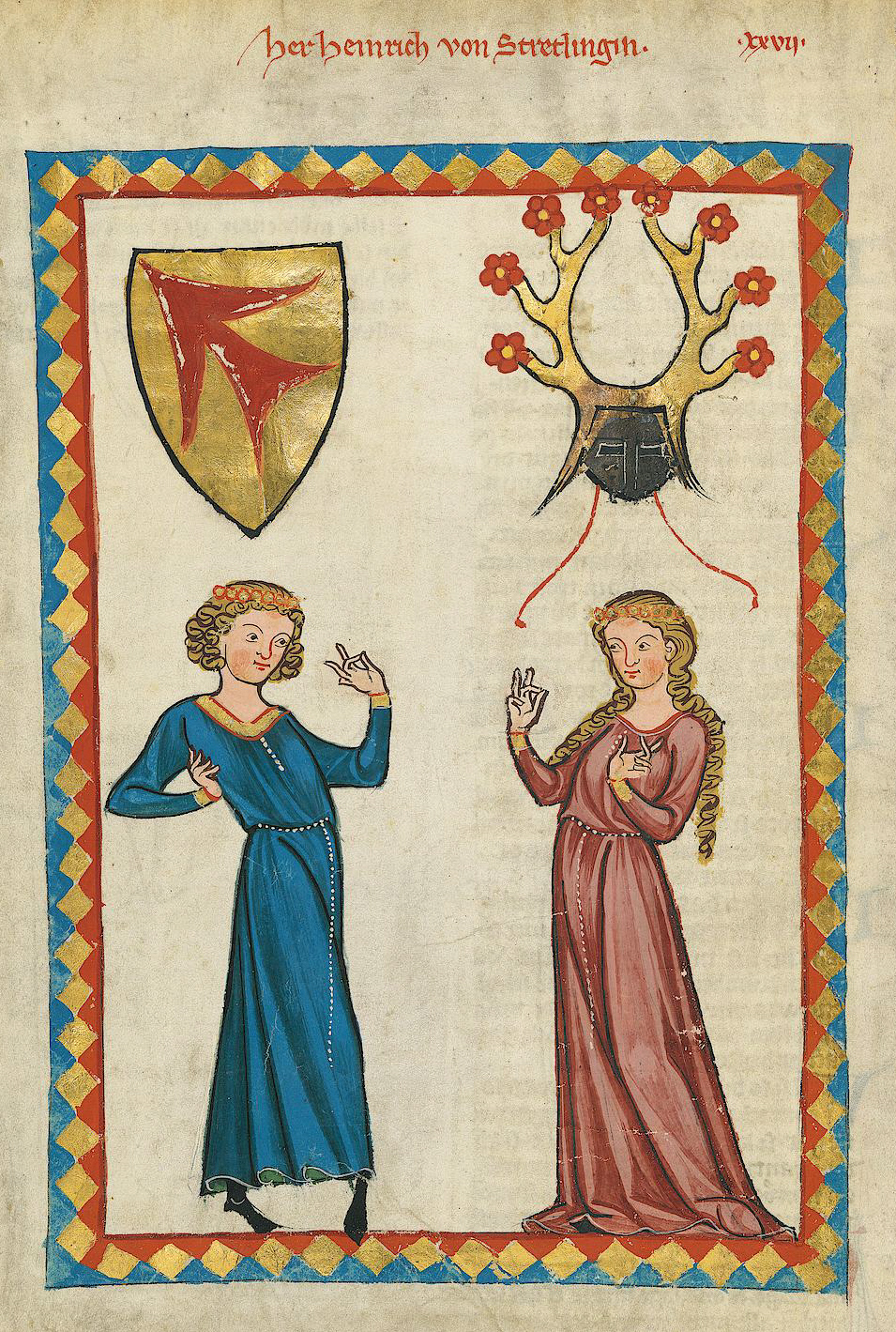
Heinrich von Stretlingen

Según la historiadora alemana de danza Aenne Goldschmidt, el avistamiento más antiguo de un baile en pareja proviene del romance latino del sur de Alemania Ruodlieb, probablemente compuesto a principios y mediados del siglo XI. El baile se realiza en un banquete de bodas y se describe en la traducción de Edwin Zeydel de la siguiente manera:
the young man arose and the young lady too.
He turns in the manner of a falcon and she like a swallow.
But when they came together, they passed one another again quickly,
he seemed to move (glide) along, she to float.

"el joven se levantó y la joven también.
Él gira como si fuera un halcón y ella como una golondrina.
Pero cuando se unieron, volvieron a cruzarse entre ellos rápidamente,
él parecía moverse (deslizarse) a lo largo, ella parecía flotar".

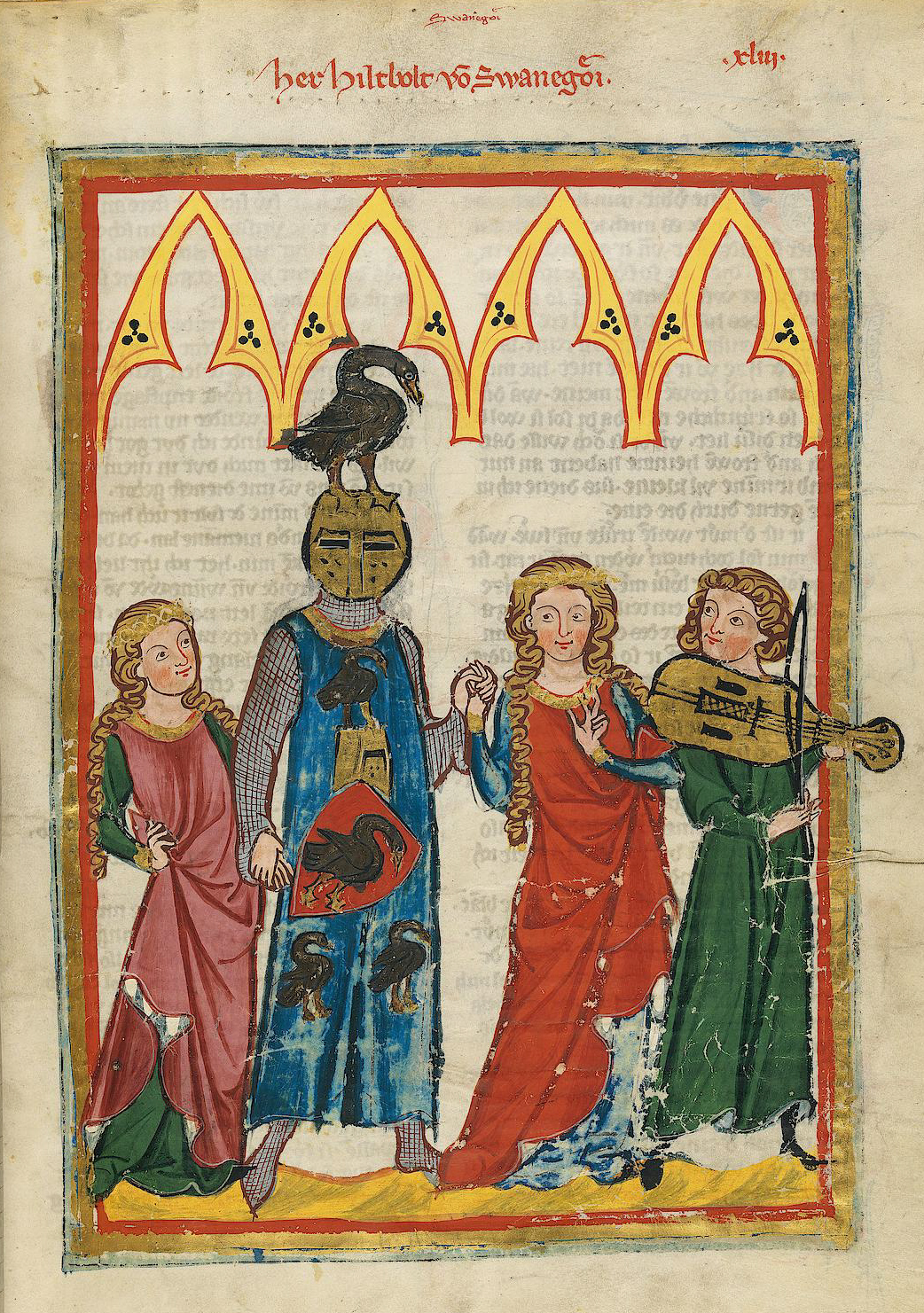
Hiltbolt von Schwangau

Otra mención literaria proviene de un período posterior en Alemania en una descripción del baile en pareja en el poema épico Parzival de Wolfram von Eschenbach, generalmente con fecha de principios del siglo XIII. La escena ocurre en la página 639 del manuscrito, donde el anfitrión es Gawain, se han retirado las mesas de la comida y se ha llamado a los músicos:
Now give your thanks to the host that he did not restrain them in their joy. Many a fair lady danced there in his presence.
The knights mingled freely with the host of ladies, pairing off now with one, now with another, and the dance was a lovely sight.
Together they advanced to the attack on sorrow. Often a handsome knight was seen dancing with two ladies, one on either hand.

"Ahora da las gracias al anfitrión porque él no los detuvo en su alegría. Más de una bella dama bailaba allí en su presencia.
Los caballeros se mezclaban libremente con la multitud de señoras, ahora emparejándose con una, ahora con otra y la danza era una vista encantadora.
Juntos avanzaron al ataque de la pena. A menudo se veía a un apuesto caballero bailando con dos damas, una en cada mano".
Asimismo, Eschenbach comenta que si bien muchos de los nobles presentes eran buenos violinistas; además, sólo conocían los bailes antiguos y no los muchos bailes nuevos de Turingia.
El Codex Manesse de Heidelberg de principios del siglo XIV tiene miniaturas de muchos poetas de Minnesang de la época. El retrato de Heinrich von Stretelingen lo muestra comprometido en una "danza de pareja cortesana", mientras que la miniatura de Hiltbolt von Schwangau lo representa en un baile en trío con dos damas, una en cada mano, con un violinista que proporciona la música.